# Art Trouble
Pour plus de détails, voir Fiche technique et Distribution.
Art Trouble est un film américain réalisé par Ralph Staub et sorti en 1934.

## Synopsis
Deux frères sont désignés par leur famille pour aller étudier dans un studio d'art à Paris. Ils décident deux vrais peintres à les remplacer. Or, ceux-ci gagnent un concours de peinture…

## Fiche technique
- Réalisation : Ralph Staub
- Scénario : Jack Henley et Dolph Singer, d'après leur histoire
- Chef-opérateur : Edwin B. DuPar
- Durée : 21 minutes
- Date de sortie :
  - États-Unis : 23 juin 1934

## Distribution
- Harry Gribbon
- Shemp Howard
- Beatrice Blinn
- Leni Stengel
- Jules Epailly
- Hope Landin
- Marjorie Main
- James Stewart[2]
- Don Tomkins
- Gayne Whitman